# Vogelsang (Vorsfelde)
Vogelsang ist eine wüst gefallene mittelalterliche Siedlung im Wolfsburger Ortsteil Vorsfelde in Niedersachsen. 
Vogelsang wird 1366 erstmals urkundlich erwähnt, als die Stadt Braunschweig von den Bewohnern den jährlichen Zins von drei Scheffeln Roggen und 4 Schillingen erhielt. Bei einem Feldzug des welfischen Herzogs Otto V. gegen die von Bartensleben erlitt das Dorf 1464 Schaden. 1475 wurden die von Bartensleben mit dem Zehnten für das Dorf belehnt. Weitere Belehnungen an die von Bartensleben sind für 1536, 1542 und 1584 überliefert, wobei nicht bekannt ist, ob das Dorf zu diesen Zeitpunkten noch bestanden hat. Die Belehnungen könnten sich auch auf die Feldflur bezogen haben. 1624 wird Vogelsang als wüst bezeichnet. Die Feldflur fiel nach dem Erlöschen des Geschlechts derer von Bartensleben 1742 an das Amt Neuhaus und zum größeren Teil an das fürstliche Vorwerk Vorsfelde des Amtes Vorsfelde.
Nach der Siedlung ist das heutige Industriegebiet Vogelsang benannt. 